# Paronychia azerbaijanica
Paronychia azerbaijanica är en nejlikväxtart som beskrevs av Mohammad Nazeer Chaudhri. Paronychia azerbaijanica ingår i släktet prasselörter, och familjen nejlikväxter. Inga underarter finns listade i Catalogue of Life.